# 伊藤軍兵衛
伊藤 軍兵衛（いとう ぐんべえ、天保11年11月29日（1840年12月22日） - 文久2年6月1日（1862年6月27日））は、第二次東禅寺事件を引き起こした攘夷派の志士。信濃国松本藩士。諱は祐英（すけひで）。
松本藩士・伊藤祐宣の子として生まれ、文久元年（1861年）5月、藩主松平光則の参勤交代警護として出仕する。文久2年（1862年）5月28日、イギリス公使館が置かれた東禅寺の警衛役が自藩に割り当てられると、伊藤は父の喪により帰省中であったが、急遽上京して、警護隊に編入された。伊藤は兼ねてから、東禅寺の警衛役により自藩が多くの出費を強いられていること、外国人のために日本人同士が殺しあうことを憂い、公使を殺害し、自藩の東禅寺警衛の任を解くのが上策と考えるに至った。
5月29日午前2時頃、伊藤は一刀を帯し、槍を提げて江戸城近傍の呉服橋の藩邸を抜け出し、東禅寺に忍び込み、イギリス人水兵2名を殺害。早朝藩邸に戻り、遺書を残して翌5月30日に自害した。享年23。
伊藤の遺体は幕府の外国掛によって東禅寺に移され、外国人の一閲に供された後、北町奉行石谷穆清の元に差し出され、小塚原刑場に遺棄されたが、儒者大橋訥庵によって南千住回向院常行庵に埋葬された。

## 家族
- 父・伊藤祐宣 ‐ 松本藩士
- 娘・鑚 ‐ 入り婿の伊藤祐敬は、松本藩算学師範・中島這季の子で、和算家、大蔵省会計検査院部長。祐敬の兄に中島這棄、市川正寧（大蔵省一等主税官）、妹は男爵安東貞美の妻[2][3]。
- 孫・伊藤常夫 ‐ 娘夫婦の長男。東京帝国大学工科大学土木工学科を卒業後鉄道省に入省し、退官後富土山麓鉄道の專務取締役[3]。常夫の妻は杉山四五郎の養妹[3]。
  - 曾孫・伊藤道夫 ‐ 常夫の長男。東京帝国大学商業科卒業後日本昼夜銀行入行。岳父に石丸商会社長で日英自転車製造取締役の山口佐助。[4]
  - 曾孫・梅子 ‐ 常夫の長女。北海道帝国大学教授・福留忠男の妻。福留（1893年生）は東京帝国大学理科大学地質学科卒、農省務技師、鉱務技師などを経て北大教授。日本地下水学会会長。[3]
  - 曾孫・芳子 ‐ 常夫の三女。正田醤油取締役・正田卓司の妻。卓司は正田文右衛門 (5代)の二男で、姉の孫に125代天皇の妻上皇后美智子。[3]
  - 曾孫・秀子 ‐ 常夫の四女。日本昼夜銀行常務・安田彦太郎の妻。彦太郎は安田善兵衛の甥で安田財閥一族。[3]
- 孫・藍 ‐ 常夫の妹。天文学者の平山信の妻。[3]
- 孫・遐年 ‐ 常夫の妹。文部技師・大石和三郎の妻。[3]
- 孫・節 ‐ 常夫の妹。男爵木越安綱長男・專八（軍人）の妻。[3]
- 孫・多津 ‐ 常夫の妹。子爵加納久朗の妻。[3]
- 孫・歌子 ‐ 常夫の妹。長崎省吾の長男・長崎守一（軍人）の妻。[3]